# Of Montreal
of Montreal és un grup d'indie pop nord-americà format a Athens, Geòrgia, i liderat per Kevin Barnes. És entre la segona onada de grups que van sorgir del col·lectiu The Elephant 6 Recording Company.

## Història
El grup va ser creat per Kevin Barnes i anomenat així després d'una relació fallida amb una noia de Montreal, tot i que la història ha canviat en diferents entrevistes. Barnes era l'únic membre del grup abans del seu trasllat a Athens, Georgia. Allà va trobar Derek Almstead, que després va formar part de Circulatory System, M Coast, Elf Power, etc., i Bryan Poole, també anomenat The Late B.P. Helium. Junts van gravar el seu primer disc, Cherry Peel, així com The Bird Who Ate the Rabbit's Flower i The Bedside Drama: A Petite Tragedy.
Després que comencés la producció de The Gay Parade el 1998, Poole va deixar el grup per centrar-se en la seva feina amb Elf Power, una altra banda d'Elephant Six. Barnes va reclutar Jamey Huggins i Dottie Alexander, que havien estat tocant junts amb el nom de Lightning Bug vs. Firefly, perquè toquessin diversos instruments. Derek Almstead va passar de tocar la bateria a tocar el baix. Poc després se'ls va unir Andy Gonzales de Marshmallow Coast.
Abans de la publicació de The Gay Parade (1999), el seu tercer disc, es van editar diversos singles i una reedició de The Bird Who Continues to Eat the Rabbit's Flower. Molts membres del col·lectiu Elephant Six van contribuir a The Gay Parade i el disseny va anar a càrrec del germà de Kevin Barnes, David Barnes, que fins aquest moment ha seguit fent el disseny dels discos d'Of Montreal.
Després del llançament de The Gay Parade, el grup va signar amb Kindercore Records, que van publicar diversos singles i reedicions. No va ser fins al 2001 que van publicar un disc amb material nou: Coquelicot Asleep in the Poppies: A Variety of Whimsical Verse. Un altre cop, el disc va tornar a incloure col·laboracions de músics de tot l'espectre d'Elephant Six.

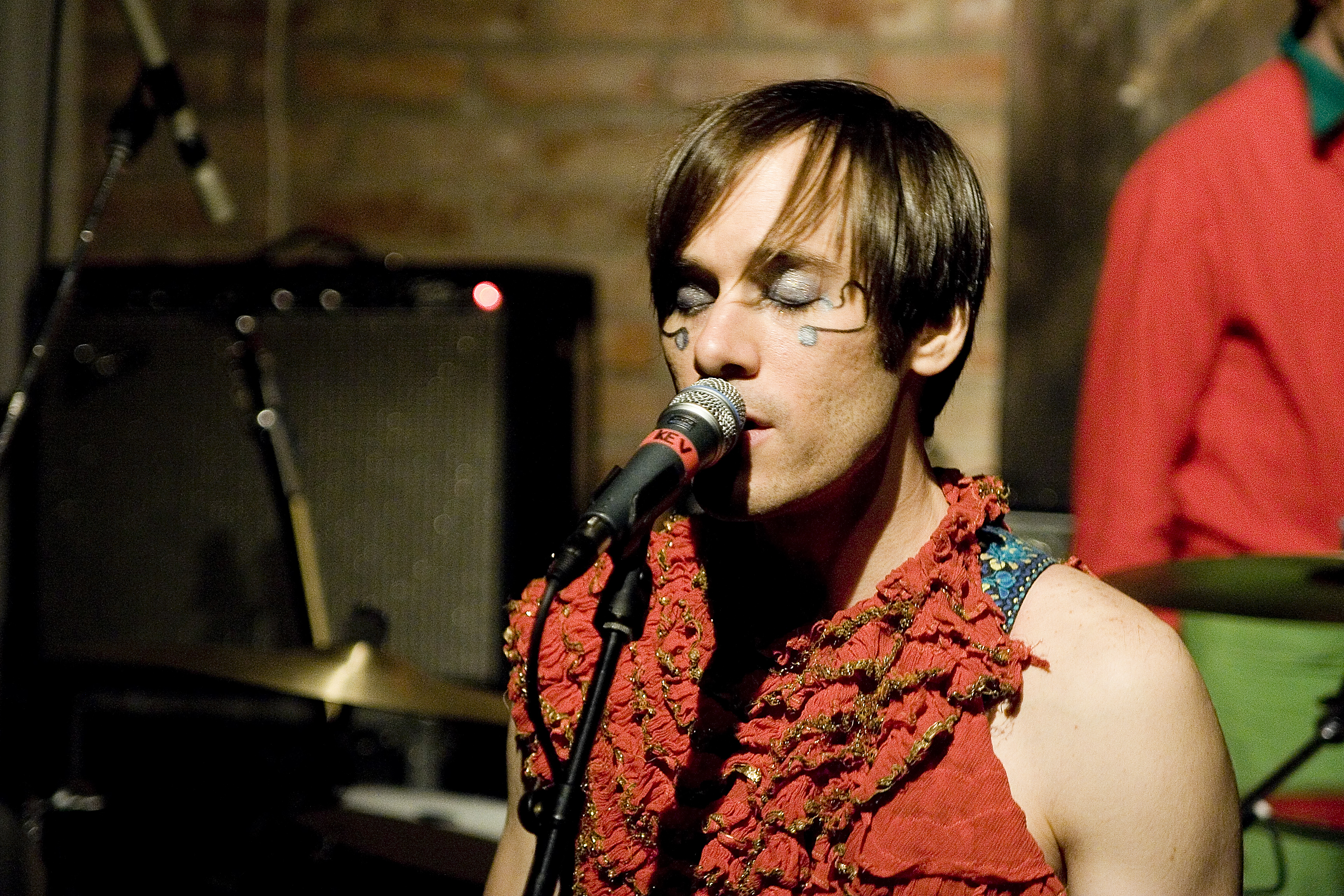
Kevin Barnes, vocalista d'Of Montreal, actuant a Göteborg, Suècia l'any 2005

 El 2002 es va publicar Aldhils Arboretum amb un so sensiblement diferent al dels discos precedents, alhora que les cançons estaven més directament relacionades. Aquest disc marca l'inici del canvi en el so d'Of Montreal, amb uns ritmes més ballables que abans, especialment en el següent disc "Death Dance Of The Omipapas and Sons For You". Va ser seguit d'un reeixida gira que va incloure el primer viatge d'Of Montreal al Regne Unit i la publicació d'un EP.
Kindercore Records va fer fallida després del llançament d'Arboretum, i l'existència d'Of Montreal es va veure amenaçada. Kevin es va casar, i Andy i Derek van deixar el grup. Barnes, que no es trobava còmode amb la resta i amb les divisions dins del grup, va decidir compondre i interpretar bàsicament en solitari el disc de 2004 Satanic Panic in the Attic. Publicat per Polyvinyl Records, va esdevenir el treball més reeixit fins aquell moment. El disc va significar un canvi per l'ús del baix electrònic, la caixa de ritmes i els sintetitzadors en singles com "Disconnect the Dots". Per a la gira d'aquest àlbum The Late B.P. Helium (Bryan Poole) va tornar al grup, amb algunes parts de baix interpretades per Nina, la companya de Barnes.
Aquest estil es va seguir desenvolupant a The Sunlandic Twins, de 2005, que encara va ser més clarament un treball de Barnes en solitari. Gravat a Athens, amb l'excepció d'una cançó gravada a Noruega, és de manera més pronunciada un disc electrònic. L'àlbum va ser un èxit, sobretot gràcies als singles "So Begins Our Alabee" i el clip de la MTV per a "Wraith Pinned to the Mist (and Other Games)".
El grup va publicar moltes col·leccions de singles a principis del 2006. Barnes va gravar tot sol el 90% del disc del 2007 Hissing Fauna, Are You the Destroyer? mentre vivia a Noruega i Athens, Georgia. El canvi cap a temes autobiogràfics al voltant del suïcidi, la depressió i la isolació va ser producte directe de la seva complicada vida personal durant aquell període. Barnes també va publicar un CD d'acompanyament per a Hissing Fauna, Are You the Destroyer? anomenat Icons, Abstract Thee. L'any 2007, Kevin Barnes va interpretar cinc cançons despullat durant un concert a Las Vegas.
El següent disc d'Of Montreal, Skeletal Lamping, va ser tret al mercat a l'octubre de 2008 en 10 formats diferents, incloent el CD convencional i vinil, així com samarretes, xapes, bosses d'home, pegats per a pared i làmpades de paper, els formats posteriors s'incloïen amb un codi digital per descarregar l'àlbum. Tots els objectes de la col·lecció van ser dissenyats per The Bee With Wheels (David Barnes) i Gemini Tactics (Nina Barnes). L'àlbum va assolir el número u de la llista "emusic's Most Downloaded Albums Chart". El vídeo del segon single de l'àlbum, "An Eluardian Instance", el va dirigir Jesse Ewles.
Of Montreal ha publicat un nou àlbum anomenat False Priest,
el setembre de 2010.

## Discografia

### Àlbums
- 1997 Cherry Peel (Bar/None)
- 1998 The Bedside Drama: A Petite Tragedy (Kindercore)
- 1999 The Gay Parade (Kindercore)
- 2001 Coquelicot Asleep in the Poppies: A Variety of Whimsical Verse (Kindercore)
- 2002 Aldhils Arboretum (Kindercore)
- 2004 Satanic Panic in the Attic (Polyvinyl)
- 2005 The Sunlandic Twins (Polyvinyl)
- 2007 Hissing Fauna, Are You the Destroyer? (Polyvinyl, #72 US)
- 2008 Skeletal Lamping (Polyvinyl)
- 2010 False Priest (Polyvinyl)
- 2012 Paralytic Stalks (Polyvinyl, #121 US)
- 2013 Lousy With Sylvianbriar (Polyvinyl, #115 US)
- 2015 Aureate Gloom (Polyvinyl)
- 2016 Innocence Reaches (Polyvinyl)
- 2018 White Is Relic/Irrealis Mood (Polyvinyl)
- 2020 Ur Fun (Polyvinyl)

### Recopilacions
- 2000 Horse & Elephant Eatery (No Elephants Allowed): The Singles and Songles Album (CD/LP, Bar/None)
- 2001 The Early Four Track Recordings (CD/LP, Kindercore)
- 2001 An Introduction to Of Montreal (LP, Earworm)
- 2003 If He Is Protecting Our Nation, Then Who Will Protect Big Oil, Our Children? (CD, Track & Field)
- 2004 The Gladiator Nightstick Collection (LP, Devil in the Woods)
- 2006 Satanic Twins (limited edition LP/digital release, Polyvinyl)
- 2006 Of Montreal Sampler (free promo CD, Polyvinyl)
- 2010 Ambivalent Stumbling Hysterical Dispatches, Strictly In Unisex
- 2012 Daughter of Cloud
- 2013 Young Froth/Taypiss

### EPs
- 1997 The Bird Who Ate the Rabbit's Flower (CD/LP, Kindercore)
- 1998 The Bird Who Continues to Eat the Rabbit's Flower (CD/LP, Kindercore)
- 2006 Deflated Chime, Foals Slightly Flower Sibylline Responses (CD, Polyvinyl)
- 2007 Icons, Abstract Thee (CD, Polyvinyl)
- 2007 Sony Connect Set (digital, Sony Connect/Polyvinyl)
- 2009 An Eluardian Instance (Jon Brion Remix)
- 2011 thecontrollersphere
- 2017 Rune Husk

### Singles
- 1998 "Nicki Lighthouse" (7", 100 Guitar Mania)
- 1999 "Happy Happy Birthday To Me Singles Club: November" (7", Happy Happy Birthday To Me Records)
- 2000 "Archibald of the Balding Sparrows" (7", Kindercore, Split with Marshmallow Coast))
- 2001 "Kindercore Singles Club: September" (7", Kindercore, Split with Ladybug Transistor))
- 2001 "Split With the Late B.P. Helium" (7", Jonathan Whiskey)
- 2003 "Jennifer Louise" (7", Track & Field)
- 2004 "I was a Landscape in Your Dream" (7", Harvest Time Recordings)
- 2006 "Microuniversity" (7", Park the Van)
- 2006 "Voltaic Crusher"/"Undrum to Muted Da" (7", Suicide Squeeze)
- 2006 "She's a Rejecter" (7", Polyvinyl)
- 2007 "Faberge Falls for Shuggie DJ Edition"
- 2007 "Heimdalsgate Like a Promethean Curse"
- 2007 "Suffer For Fashion" (CD, Polyvinyl)
- 2007 "Gender Mutiny Tour" (7", Polyvinyl)
- 2008 "Everything About Her is Wrong"
- 2008 "The Pimps are Simpering"
- 2008 "Id Engager"
- 2008 "Id Engager – Mad Decent Remixes"
- 2008 "Jimmy" "Middle Class Ghetto"
- 2009 "For Our Elegant Caste"

- 2009 "An Eluardian Instance"
- 2010 "Coquet Coquette"
- 2010 "Singles Club #11"
- 2011 "Expecting to Fly"
- 2013 "Fugitive Air"
- 2014 "Bassem Sabry"
- 2016 "It's Different For Girls"
- 2016 "My Fair Lady"
- 2018 "Paranoiac Intervals/Body Dysmorphia"
- 2018 "Plateau Phase/No Careerism No Corruption"
- 2019 "Polyaneurism"

### Bandes sonores
- 2005 Music from the OC: Mix 5 (Warner Bros./Wea)